# 花花公子 (生活方式)
花花公子是指有钱有空闲时间的富人的生活方式。他们有莺莺燕燕的陪伴，尽享人间乐趣。显而易见，他们是享乐主义者。“Playboy”一词流行于20世纪初期至中期，有时会被用来形容引人注目的好色之徒。

## 词语的演进
一开始这个词在18世纪用于指代在剧院表演的男孩，后来出现在1888年的《牛津词典》中，用来形容一个有钱人花天酒地，享受生活。十九世纪末，“Pldyboy”还引申出了“赌徒”和“音乐家”的意思。到 1907 年，在 J. M. Synge 的喜剧《西方世界的花花公子》（The Playboy of the Western World）中，这个词已经有了“滥交”（promiscuity）的概念。根据肖恩·利维 (Shawn Levy) 的说法，在战间期以及二战结束后早期，这个词语就被赋予了我们今天所见到的所有含义。战后跨越洲际的旅行让富家公子们可以在国际夜总会以及有名的“游乐场”如里维埃拉（Riviera）或棕榈滩（Palm Beach, Florida）见面，他们在那里被狗仔队尾随，为小报提供材料，满足了许多热切的观众。

## 著名的花花公子们
1965年死于车祸的波菲里奥·鲁维罗萨 (Porfirio Rubirosa) 身体力行着花花公子的生活方式。这位外交官自称无暇工作——他忙于与女性共度时光。他的婚姻短暂，先后与世界上最富有的两个女人结婚，和他的朋友一起喝酒赌博，打马球，赛车，开着飞机从一个派对玩到另一个派对。他与当时其他著名的花花公子阿里·汗（Aly Khan）、豪尔赫·金勒（Jorge Guinle）、“宝贝”弗朗西斯科·皮纳塔里（Francisco Pignatari）以及后来他的助手冈特·萨克斯（Gunther Sachs）都有联系，冈特·萨克斯称自己为“游戏的人”（homo ludens） 。
其它践行花花公子生活方式的名人有：阿方索·德波尔塔戈、巴里·希恩（Barry Sheene）、休·赫夫纳、丹·比瑟瑞恩、胡里奥·伊格莱西亚斯、乔治·贝斯特、伊姆兰·汗、詹姆斯·亨特、霍华德·休斯、威廉·埃夫里尔·哈里曼、埃罗尔·弗林、贾尼·阿涅利、西尔维奥·贝卢斯科尼、约翰·F·肯尼迪、亚历山大·鲁斯波利（Alessandro Ruspoli）、卡洛斯·德贝斯特吉（Charles de Beistegui）、 西奥多·齐奇（Count Theodore Zichy）、大卫·弗罗斯特、伯纳德·康菲尔德（Bernard Cornfeld）、威尔特·张伯伦、乔治·克鲁尼、莫里斯·赞凡提（Maurizio Zanfanti）和马里奥·康德（Mario Conde）。
以“花花公子”生活方式过活的虚拟人物有：帕特里克·梅尔罗斯（Patrick Melrose，角色来自同名迷你剧），DC 漫画蝙蝠侠系列的主要人物布鲁斯·韦恩，漫威漫画中的托尼·斯塔克，情景喜剧中的角色杰克·多纳吉（Jack Donaghy） ，喜剧动画《乐一通秀》中的 Foghorn Leghorn，以及情景喜剧《好汉两个半》中的查理·哈珀。